# Ентомологічна зброя
Ентомологі́чна збро́я — тип біологічної зброї, що використовує комах для атаки супротивника. Ідея такого використання існувала багато століть, але лише в 20-му столітті почала активно використовуватися для створення ефективної зброї. Зокрема, така зброя вже ефективно використовувалася Японією, а кілька інших країн розробляли або були звинувачені в розробці різноманітних видів ентомологічної зброї.

## Опис
Ентомологічна зброя — певний тип біологічної зброї, що використовує комах або безпосередньо для атаки, або як вектор для доставки біологічних агентів, таких як збудники чуми або холери. Фактично існують три різновиди ентомологічної зброї:
- перший тип залучає зараження комах патогеном та розпилення їх над районом призначення[3]; ці комахи діють як вектори, заражаючи людей та тварин, яких вони здатні укусити;
- другий тип ентомологічної зброї використовує комах для прямого знищення сільськогосподарських культур; у цьому випадку комах не обов'язково інфікують, проте вони повинні представляти загрозу для сільського господарства[3];
- третій тип залучає незаражених комах, таких як бджоли або оси, для безпосереднього нападу на супротивника[2].

## Стародавня історія
Ентомологічна зброя не є новою ідеєю; історики мають свідоцтва подібних методів у зв'язку з багатьма історичними подіями. Одним з прикладів може бути епідемія чуми 14-го століття в Малій Азії, що згодом привела до смерті 30-60% населення Європи та стала відома як Чорна смерть. Ця епідемія ймовірно вперше потрапила до Європи в результаті біологічної атаки за допомогою бліх-переносників чуми Кримського міста Кафа (зараз Феодосія).
Згідно з Джеффрі Локвудом, автором роботи «Шестиногі солдати» (Six-Legged Soldiers), найранішим використанням комах як зброї ймовірно було використання бджіл ранніми людьми. Бджоли та їхні гнізда кидалися в печери та інші укриття, щоб змусити супротивника вийти на відкритий простір. Локвуд також припустив, що Ковчег Заповіту міг бути смертельним через те, що він містив отруйних бліх.
За часів Громадянської війни в США Конфедерація звинувачувала Союз у навмисній інтродукції клопа-арлекіна на Південь. Ці звинувачення ніколи не були доведені і залишається велика ймовірність того, що ці комахи потрапили на Південь іншим шляхом.

## Друга світова війна

### Японія

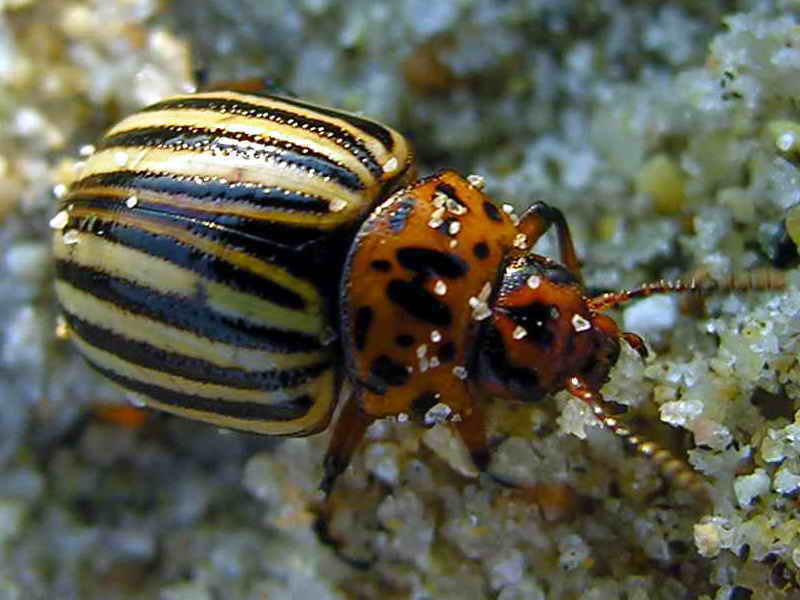
Колорадський жук, що розглядався як зброя ентомологічної війни обома сторонами

Японія була єдиною країною, яка не тільки розробила, але у широких масштабах використовувала ентомологічну зброю протягом війни, майже виключно на території Китаю. Загін 731, сумно відомий японський загін біологічної війни, використовував заражених чумою бліх та мух-переносників холери для зараження населення Китаю. Японські військовики розповсюджували цих комах, зкидаючи з літаків бомби, на низькій висоті польоту, що були заповнені цими комахами. Хвиля епідемій, що виникла в результаті цих дій, коштувала життя від 440 тис. до 500 тис. китайців.

### Німеччина
Відомо, що Німеччина протягом війни проводила дослідження можливостей ведення ентомологічної війни. Головною метою програм цієї країни було масове виробництво та розповсюдження на території супротивника колорадського жука (Lepinotarsa decemlineata), націлене на знищення джерел харчування супротивника. Цей жук вперше потрапив до Німеччини в 1914 році як вид, інтродукований з Північної Америки. Немає жодних даних, що б вказували на дійсне використання колорадського жука як зброї будь-якою країною, проте відомо про роботи зі створення такої зброї в Німеччині.
Зокрема, Німеччина проводила випробування використання колорадського жука на південь від Франкфурту-на-Майні, де було випущено 54 тис. жуків. В 1944 році почалося значне зараження полів Німеччини, проте його джерело залишається невідомим, що призвело до виникнення численних гіпотез. Наприклад, висловлювалися припущення, що ще могло бути атакою Союзників, невдалим тестуванням німців або природною флуктуацією.

### Канада/США
Серед країн-союзників, Канада першою здійснила спроби розробки зброї на основі комах-векторів. Після того, як стало відомо про розробку методу використання бліх як зброї Японією, Канада, а згодом і США, розпочали свої роботи у цьому напрямку. У колаборації з урядом США, Г. Рід, керівник військової лабораторії при Університеті Квінз в Кінгстоні (Онтаріо), сфокусував свої зусилля на використанні як векторів комарів, мух і блох, зокрема заражених чумою. Загалом протягом війни канадські успіхи залишалися кращими, ніж у решти Союзників, для яких ентомологічна зброя не була серед головних пріоритетів. З початком подібних програм у США та Великій Британій, Канада почала співпрацювати з ними. У меншій мірі роботи зі створення біологічної, зокрема ентомологічної, зброї продовжилися в Канаді й після закінчення війни.

### Франція
Відомі також роботи зі створення ентомологічної зброї у Франції. Подібно до Німеччини, програми цієї країни також перш за все були націлені на використання колорадського жука для враження сільськогосподарських джерел супротивника. Вперше французькі експерти запропонували таке використання ще в 1939 році.

### Велика Британія
Британські учені, такі як Дж. Голдейн, ще до війни вказували на уразливість як британського, так і німецького сільського господарства з боку колорадського жука. Протягом війни в Британії проводилися випробування цього методу, зокрема в 1942 році із США було завезено 15 тис. жуків для таких випробувань.

## Холодна війна

### СРСР
У військових лабораторях СРСР проводилися ефективні роботи з розробки ентомологічної зброї в рамках програми, націленій на знищення сільськогосподарських культур та тварин супротивника. Радянські дослідники розробили методи перенесення комахами численних патогенів тварин, таких як збудник ящура, для перенесення якого використовувалися кліщі. Також відомі роботи з використання кліщів, що вражають птахів, для зараження курей паразитом Chlamydophila psittaci. Крім того, радянські інженери розробили методики автоматизованого масового вирощування комах, здатні отримувати кілька мільйонів паразитичних комах на добу.

### США

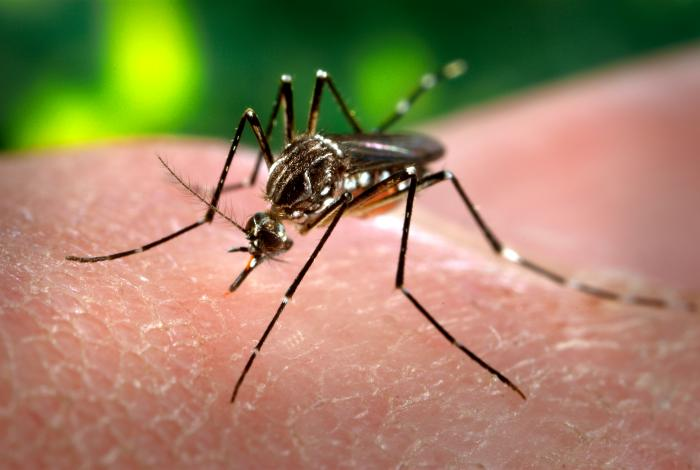
Комар-переносник жовтої гарячки, що використовувався американськими військовиками

Протягом холодної війни США найактивніше досліджували перспективи використання комах як зброї. Військові дослідники розробили плани створення центру, здатного отримувати до 100 млн комарів-переносників жовтої гарячки на місяць. У доповіді Збройних сил США під назвою «Аналіз цілей ентомологічної зброї» наводилися найуразливіші ділянки на території СРСР, які США могли атакувати за допомогою ентомологічних векторів. Військовики також проводили випробування здатності кусатися неінфікованих комарів, скидуючи їх на американські міста.
Північнокорейські та китайські офіційні особи звинувачували США у використання біологічної зброї, у тому числі ентомологічної, протягом Корейської війни. Ці ствердження завжли заперечувалися з боку США. В 1998 році, проте, Стівен Ендікотт і Едвард Гаґерманн підтвердили звинувачення у своїй книзі «США і біологічна зброя: Секрети початку Холодної та корейської воєн». Книга отримала різні відгуки, тоді як деякі звинувачували авторів в конспирації та підтасовці фактів, інші хвалили авторів за сміливість та знаходили ствердження авторів ймовірними. Проте, в іншій книзі С. Ендікотта того ж року були опубліковані радянські та китайські документи, які показували, що ствердження китайського і корейського урядів були частиною кампанії дезінформації.

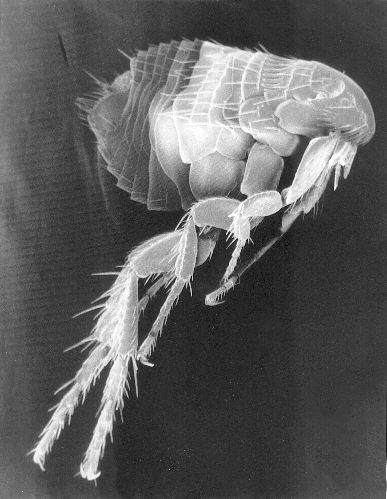
Пацюкова блоха,яку випробували як зброю у США в 1950-тих роках

Протягом 1950-тих років США провели серію польових випробувань використання ентомологічної зброї. Так, Операція Біг-Ітч («велика чесотка») 1954 року була призначена дослідити ефект незаражених блох Xenopsylla cheopis. Операція провалилася через те, що деякі з бліх зуміли втекти та покусали всіх трьох членів екіпажу літака. У травні 1955 року понад 300 тис. комарів Aedes aegypti, потенційних переносників жовтої гарячки, було скинуто над штатом Джорджія з метою дослідження виживання скинутих з повітря комарів та їхньої здатності кусати людей. Ці дослідження стали відомі як Операція Біг-Баз («велике жужжання»).
Після цього у США було проведено щонайменше ще дві програми дослідження ентомологічної зброї, Операція Дроп-Кік і Операція Мей-Дей. Доповідь Армії США 1981 року підвела підсумок результатів випробувань та вартість різноманітних ефектів, асоційованих з використанням такої зброї. Доповідь була частково розсекречена, хоча деяка інформація, включаючи все, що стосувалося «Дроп-Кік», була з неї вилучена — зокрема доповідь містить розрахунки «вартості на смерть». Так, вартість зброї на смерть, згідно з доповіддю, при використання комах-векторів із смертністю 50 % при атаці міста становила $0,29 в цінах 1976 року. Така атака повинна була привести до приблизно 625 тис. загиблих.
США також використовували дослідження ентомологічної зброї у небойових ситуаціях. В 1990 уряд США фінансував програму вартістю 6,5 млн доларів з дослідження та вирощування гусениць, призначених для скидання на плантації коки в Перу в рамках війни проти наркотиків. У 2002 році стало відомо про роботи з дослідження в лабораторії у Форт-Детріку комахи-вектора для перенесення вірусу, який мав заражати опіумний мак.

## Україна
Під час російського вторгнення в Україну (з 2022) російські пропагандисти неодноразово заявляли про нібито застосування Україною різноманітної біологічної зброї, в тому числі й ентомологічної.
У жовтні 2022 року представник Росії в ООН Василь Небензя заявив, що українці скидали з безпілотників комарів-збудників хвороб. За його словами, у США запатентували такий дрон, здатний поширювати заражених вірусами комарів. Ці голослівні заяви про «бойових комарів» спричинили хвилю іронії в інтернеті, зокрема, Міністр оборони України Олексій Резніков жартома заявив, що набирає до служби 300 тисяч комарів. 
Також російські пропагандисти звинувачували Україну у нашестях сарани, нібито спричинених Україною. Ці заяви не були підтверджені жодними фактами, сюжети в російських медіа були повністю постановними, а саме навмисне спричинення такого нашестя фахівцями розглядається як неможливе.

## Біотероризм
Багато фахівців галузі вважають використання комах як векторів для перенесення хвороб найімовірнішим засобом біотероризму. Через те, що інтродуковані види вже поширені на всіх континентах, простежити джерело нового виду, що поширився на певній території, може бути дуже важко або зовсім неможливо. Дослідники розглядають комах набагато легшим засобом розповсюдження біологічних агентів, ніж власне біологічні агенти, залишені самі на себе. Вектори на основі комах легко збирати, а їхні яйця легко непомітно транспортувати. Ізоляція і доставка власне біологічних агентів, з іншого боку, часто буває дуже важкою та небезпечною.
Під підозрою у здійсненні акції ентомоголічного біотероризму зараз знаходиться екотерористична група «The Breeders», представники якої стверджують, що саме вони випустили середземноморських плодових мух, які викликали зараження полів у Каліфорнії. За даними кількох джерел, існують свідоцтва, що підтверджують це ствердження. Цей паразит здатний атакувати велику кількість різних рослин, в результаті уряд Каліфорнії був змушений провести велику програму розпилення пестицидів. Представники групи в листі до мера Лос-Анджелеса Тома Бредлі зазначили, що вони ставили за мету вихід епідемії з-під контролю, що б зробило програму знищення паразиту фінансово збитковою.

## Юридичний статус
Конвенція про біологічну і токсинну зброю (BWC) 1972 року не згадує прямо комах у своєму тексті, хоча текст прямо включає біологічні вектори. Стаття I цієї конвенції забороняє «зброю, обладнання та засоби доставки, розроблені для використання таких агентів з ворожими намірами або у збройному конфлікті». Таким чином, згідно з текстом BWC, використання векторів на основі комах заборонене цією конвенцією. Проте, питання менш ясне щодо використання незаражених комах, що можуть використовуватися проти сільськогосподарських культур.

## Ресурси Інтернету
- The Biological and Toxic Weapons Convention, official site, переглянуто 5 січня 2009.
- Bugs as bombs, Oregon State University, Department of Entomology, переглянуто 25 грудня 2008.